# Христо Недков
Христо Недков е български музикант, музиковед, диригент и композитор.

## Биография
Христо Недков е роден на 1 февруари 1927 г. в с. Пресяка, Ловешко. С музика се занимава от ученическите си години, свири на цигулка, ръководи младежки хор. В Българска държавна консерватория / София / постъпва през 1950 г. Учи едновременно музикална педагогика и хорово дирижиране в класа на проф. Г. Димитров. Негови преподаватели са още проф. П. Хаджиев, проф. В. Стоянов, М. Големинов и други видни композитори.

### Професионална дейност
През 1954 г. се завръща в Ловеч и започва работа с детски и смесени хорове, дирижира струнен оркестър, поставя оперети. Професионално съвместява ангажиментите си и като инспектор по пеене и музика и директор на музикалната школа. Дълги години е на административна работа в Съвета за култура – Център за художествена самодейност. Като композитор – песенник, Христо Недков се изявява още в студентските си години. Този творчески процес не спира и налице са много солови и хорови песни, обработки на автентични народни песни от Ловешкия край.

### Творческа дейност
През 1990 г. сформира Смесен църковен хор „Евстати Павлов“ при катедралния храм „Света Троица“. Полага усилия за подбора на подходящи песнопения като ги аранжира за смесен хор. Написва музиката и на нови: „Яко да царя“, „Елице во Христа“ и др. Над 50 са публикациите му в различни издания, свързани с народното творчество, приемствеността и Люляковите музикални тържества „Панайот и Любомир Пипков“. Безспорният принос на Христо Недков в развитието на традицията, културата, престижа на музикалния живот на Ловеч го прави една от емблематичните личности на този град.